# Futebol Clube Lusitanos
Futebol Clube Lusitanos la Posa é um clube de futebol andorrano fundado por emigrantes portugueses com sede em Andorra la Vella.

## História
O clube foi fundado em 1999 por portugueses. A identificação com Portugal é nítida no escudo, nos uniformes e no nome da equipe. A maior parte do plantel é composta por atletas daquele país, mas alguns andorranos de origem lusa também fazem parte da equipa.[carece de fontes?]
Uma grave crise econômica levou a sua equipa a descida de divisão na temporada 2018-19 e, um ano depois, ao seu desaparecimento.

## Equipamentos
- Uniforme titular: Camisola verde com detalhes vermelhos, calção verde e meias vermelhas;
- Uniforme reserva: Camisola branca com uma faixa bipartida em verde e vermelho, calção vermelho e meias brancas.

## Títulos
- Liga de Andorra

Vencedor (2): 2011–12, 2012–13
- Copa Constitució

Vencedor (1): 2001–02
- Supercopa Andorrana

Vencedor (2): 2012, 2013
- Segona Divisió:

Vencedor (1): 1999–00